# Kulturmarketing
Unter Kulturmarketing wird die Adaption der Regeln des Marketing auf die speziellen Handlungsfelder von Kunst und Kultur verstanden.
Die ersten Veröffentlichungen zu Kulturmarketing erschienen in den 1980er Jahren im englischsprachigen Raum. Im deutschsprachigen Raum thematisierte Müller-Hagedorn Anfang der 1990er Jahre als erster Autor die Rolle marketingorientierten Handelns für Non-Profit-Kulturbetriebe.

## Definition von Kulturmarketing
Es gibt keine verbindliche Definition für Kulturmarketing, aber einige Autoren haben „Kulturmarketing“ aus ihrem Blickwinkel beschrieben. 
- Armin Klein meint dazu in Anlehnung an Francois Colbert:

“Kultur-Marketing in öffentlichen Kulturbetrieben ist die Kunst, jene Marktsegmente bzw. Zielgruppen zu erreichen, die aussichtsreich für das Kulturprodukt interessiert werden können, indem die entsprechenden Austauscheigenschaften (z. B. Preis, Werbung, Vertrieb, Service usw.) dem künstlerischen Produkt bzw. der kulturellen Leistung möglichst optimal angepasst werden, um dieses mit einer entsprechenden Zahl von Nachfragern erfolgreich in Kontakt zu bringen und um die mit der allgemeinen Zielsetzung des Kulturbetriebs in Einklang stehenden Ziele zu erreichen.”
- Manfred Bruhn definiert:

„Non-Profit-Marketing (und auch das Marketing für öffentliche Einrichtungen) ist eine spezifische Denkhaltung. Sie konkretisiert sich in der Analyse, Planung, Umsetzung und Kontrolle sämtlicher interner und externer Aktivitäten, die durch eine Ausrichtung am Nutzen und den Erwartungen der Anspruchsgruppen (Leistungsempfänger, Kostenträger, Mitglieder, Spender, Sponsoringpartner, Öffentlichkeit…) darauf abzielen, die finanziellen, mitarbeiterbezogenen und insbesondere aufgabenbezogenen Ziele der Non-Profit.Organisation zu erreichen.“

## Aufgabe von Kulturmarketing
Michaela Reimann und Susanne Rockweiler schreiben zur Aufgabenstellung dieses Aspekts von Marketing:
„Die Aufgabe des Kulturmarketing ist, Kultur am Leben zu erhalten, sie zu übersetzen und zu kommunizieren sowie den Künstlern den Freiraum zu geben, den sie für ihr Anliegen brauchen.“
Inzwischen existieren Studiengänge zu diesem Aspekt, sowie lose mit Universitäten verbundene Arbeitsprojekte.